# Rui de Noronha
António Rui de Noronha (Lourenço Marques, 28 d'octubre de 1909 - 25 de desembre de 1943) fou un poeta moçambiquès, considerat el precursor de la poesia moderna moçambiquesa.

## Biografia
António Rui de Noronha va néixer a Lourenço Marques, actual Maputo, Moçambic el 28 d'octubre de 1909. Era mestís de pare hindú d'origen brahman, i de mare negra. Fou funcionari públic del Serviço de Portos e Caminho de Ferro i periodista. L'autor col·laborà en la premsa escrita de Moçambic, principalment a O Brado Africano, amb només 17 anys. Aquesta producció inicial, que es va reduir a penes a tres contes, i que corresponen a la fase d'afirmació literària, serà prosseguida a partir de 1932, amb una intervenció més activa al diari, del que en va formar part del cos directiu.
Una desil·lusió amorosa, causada potser pels prejudicis racials, va fer, segons els seus amics, que el seu escriptor es deixés morir a l'hospital de la capital de Moçambic, amb 34 anys, el dia 25 de desembre de 1943.
La seva obra completa està reunida a Os meus versos, publicada en 2006, amb organització, notes i comentaris de Fátima Mendonça.
Immediatament es va presentar i va deixar entreveure en la seva vida i en la seva escriptura un temperament col·lapsat, una personalitat introvertida i amargada. Sens dubte va ser un home infeliç. Mentre era viu mai es va convertir en realitat el gran somni de publicar el seu llibre de poemes. No obstant això, el seu professor de francès, Domingos Costa Reis, van reunir, seleccionar i revisar 60 poemes per a l'edició pòstuma titulada Sonetos (1946), amb influència dels parnassians francesos. publicat per la tipografia Minerva Center.
Ha estat inclòs en nombroses antologies estrangeres, a Rússia, la República Txeca, els Països Baixos, Itàlia, EUA, França, Algèria, Suècia, Brasil i Portugal.

## Obres
- Sonetos (1946), editat per la tipografia Minerva Central.
- Os Meus Versos, Texto Editores, 2006 (Organização, Notas e Comentários de Fátima Mendonça)
- Ao mata-bicho: Textos publicados no semanário «O Brado Africano» Pesquisa e Organização de António Sopa, Calane da Silva e Olga Iglésias Neves. Maputo, Texto Editores, 2007